# Aładinowie

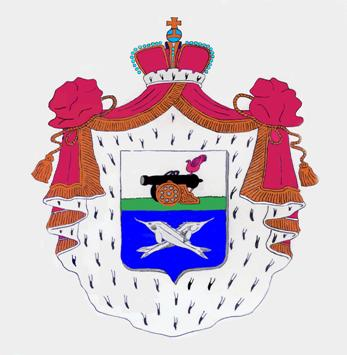
herb Aładinów

Aładinowie (ros. Аладьины, Оладьины) – rosyjska szlachecka rodzina będąca gałęzią staroruskiej familii Monastyrewych. Rod, wywodzący się od dynastii Rurykowiczów (od linii książąt smoleńskich). Założyciel rodu - Lew Daniłowicz Oładia-Monastyrew (pokolenie 20 od Ruryka).